# 11369 Brazelton
11369 Brazelton este un asteroid din centura principală de asteroizi.

## Descriere
11369 Brazelton este un asteroid din centura principală de asteroizi. A fost descoperit pe 17 august 1998 la Socorro, New Mexico, în cadrul proiectului LINEAR. Asteroidul prezintă o orbită caracterizată de o semiaxă mare de 2,32 ua, o excentricitate de 0,11 și o înclinație de 3,4° în raport cu ecliptica.